# Rosita Parsons
Rosa Herminia Parsons Bobadilla (Santiago, 9 de enero de 1970), conocida públicamente como Rosita Parsons, es una modelo y empresaria chilena. Fue un ícono del modelaje durante lo años 1980 en Chile, convirtiéndose posteriormente en reina de belleza, empresaria y formadora de modelos.
Junto a su hermana, la también modelo Carolina Parsons, creó una empresa formadora de modelos llamada Parsons Fashion Management. Estuvo casada con Claudio Izzo y luego contrajo matrimonio en 1998 con Eduardo Lyon. El 22 de enero de 2016 se casó con el empresario Antonio Eguiguren, con quien estuvo hasta su muerte el 8 de marzo de 2017. Es madre de dos hijas Lorenza Izzo Parsons y Clara Lyon Parsons.